# Mike Dirnt
Michael Ryan Pritchard, conhecido como Mike Dirnt, (Rodeo, Califórnia, 4 de maio de 1972) é o baixista da banda de punk rock Green Day. O seu apelido fictício (Dirnt) deve-se ao fato de que estava aprendendo a tocar baixo e, no colégio, ficava repetindo notas no baixo que soavam como onomatopeia em inglês (dirnt, dirnt, dirnt), e ele adotou a brincadeira para o seu 'sobrenome'.

## Biografia
Dirnt nasceu na cidade de Rodeo, Califórnia, em 4 de maio de 1972. Quando nasceu, sua mãe que usava heroína o deixou para adoção. Foi adotado e seus pais, Patrick Pritchard e Cheryl Nasser, explicaram para ele desde cedo que era adotado. Ele tem uma meia irmã, chamada Myla, que saiu de casa aos 13 anos.
Logo após completar seis anos, seus pais adotivos se divorciaram e Mike acabou ficando um tempo com o seu pai, um programador analista de sistemas próspero e a nova mulher dele, mas logo depois passou a morar com a mãe.
Esta que acabou se casando novamente. "Quando eu tinha quatorze ou quinze anos, minha mãe passou a noite inteira fora, voltando pra casa no dia seguinte com um cara e passou a morar conosco. Eu nunca o havia visto antes e, de repente, ele virou meu padrasto", disse Mike numa entrevista. 
Mike começou a tocar guitarra pouco tempo depois do divórcio dos seus pais adotivos e conheceu Billie Joe Armstrong na Carquinez Middle School. O interesse pela música uniu ambos. Armstrong começou a ensinar Mike a tocar banjo e passaram muito tempo se dedicando a aprender músicas de bandas como Kiss, Motley Crue e Van Halen. Formaram um grupo com outros dois colegas: Raj Punjabi na bateria e Jason Relva no baixo. Billie Joe tocava os solos e Mike a base. Mais tarde, Dirnt começou a tocar baixo.
Mike começou a trabalhar em um restaurante chamado Nantucket quando sua família passou a enfrentar problemas financeiros. Tendo conseguido juntar algum dinheiro, ele comprou uma caminhonete usada com a qual frequentemente dirigia com Billie até Berkeley para assistir a shows no 924 Gilman Street, um influente clube punk.

## Vida pessoal
Casou com sua namorada de longa data, em 1996. Em abril de 1997, tiveram uma filha, Estelle Desire (seu apelido para ela é "Hero"). Mais tarde o casal se separou. Mike se casou novamente em 2004, mas se divorciou novamente no mesmo ano. Casou-se no dia 14 de março de 2009 com Brittney Cade, com quem teve um filho nascido no dia 11 de outubro de 2008, chamado Brixton Michael. Após ter Brixton, o casal deu à luz Ryan Ruby Mae no dia 29 de Novembro de 2010. Em dezembro de 2015, Dirnt junto com Billie Joe Armstrong, anunciou que iria lançar uma empresa de café, Oakland Coffee. A empresa vai vender grãos de café orgânicos e diz-se ser a primeira empresa a utilizar sacos e vagens exclusivamente 100% compostáveis.